# Abdallah ibn Ghaniya

Familia Banu Ganiya. En verde los gobernadores de Mallorca.

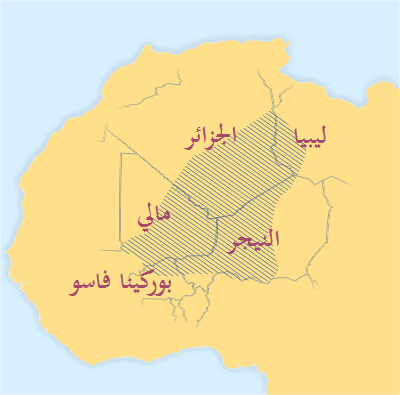
Procedencia de los Banu Ganiya

'Abdallah ibn Ishaq ibn Muhammad ibn Ghaniya, conocido como Abdallah ibn Ghaniya (Arabic: عبد الله بن غانية) (muerto en 1203) fue miembro de la dinastía Banu Ghaniya, la cual luchó contra el califato almohade durante los siglos XII y XIII. En 1187 capturó la antigua fortaleza de Bani Ghaniya en Mallorca, en las Islas Baleares, y la gobernó hasta su derrota y muerte a manos de los almohades en 1203.

## Carrera
Abdallah era hijo de Ishaq ibn Muhammad, el gobernante de las Islas Baleares desde 1156 a 1183, y hermano de 'Ali ibn Ghaniya y Yahya ibn Ghaniya, quienes lideraron una insurgencia de cincuenta años contra los almohades en el Magreb. Acompañó a su hermano 'Ali cuando este último partió de las Baleares e invadió el norte de África en 1184, y tras la captura de Bajjaya (Bougie) ese año él y Yahya se quedaron en la ciudad, permaneciendo allí hasta que una contraofensiva almohade los obligó a huir aproximadamente siete meses después.

### Baleares
Tras un golpe proalmohade en las Baleares en 1185, en el que el comandante almohade 'Ali ibn al-Reberter reinstaló a Muhammad ibn Ishaq como emir, 'Abdallah fue enviado por su hermano 'Ali para retomar las islas y partir con una flota desde Trípoli. Tras detenerse en Sicilia, donde recibió refuerzos del rey normando Guillermo II, se dirigió a Mallorca y se unió a las fuerzas leales encabezadas por Najah, que había mantenido una resistencia contra Ibn al-Reberter y Mahoma. La mayoría del campesinado también se puso del lado de 'Abdallah, y éste rápidamente pudo asegurar el control de Mallorca y las demás islas.

### Mallorca
Al completar su conquista de Mallorca, 'Abdallah permaneció a cargo de la isla, sirviendo allí como emir en nombre de su hermano 'Ali. Durante su gobierno mantuvo relaciones amistosas con Pedro II de Aragón y consiguió un tratado comercial y de paz con la República de Génova en 1188, lo que permitió a esta última establecer una iglesia y un albergue para comerciantes extranjeros en Mallorca. También reanudó sus actividades de incursión, particularmente contra Provenza y las posesiones almohades en el este de al-Ándalus, y continuó ayudando a sus hermanos en el Magreb, enviando dos barcos para ayudar a Yahya ibn Ghaniya cuando este último sitió Trípoli en la década de 1190.
A lo largo de su reinado en Mallorca, 'Abdallah se vio obligado a enfrentarse a los almohades, que intentaron repetidamente tomar las Islas Baleares. Ibiza fue capturada por una flota almohade en 1187 y Menorca también cayó en una fecha no especificada. En el invierno de 1200, 'Abdallah intentó recuperar Ibiza, pero fracasó y se vio obligado a retirarse; al año siguiente tuvo más éxito contra Menorca, tomándola después de un prolongado asedio en el que los habitantes recurrieron a actos de canibalismo.

### 1230
El emirato de Abdallah llegó a su fin en 1203, cuando los almohades lanzaron una importante expedición a las Baleares contra él. Las fuerzas almohades, comandadas por Abu al-'Ula y Abu Sa'id 'Uthman ibn Abi Hafs, compuestas por 15.000 infantes, 700 arqueros, 1.200 jinetes y varias máquinas de asedio, encontraron la flota de 'Abdallah en Menorca y la destruyeron, después de lo cual tomaron el control de Menorca y procedieron a bloquear Mallorca. Aunque la capital pudo resistir durante más de dos meses, los defensores finalmente fueron derrotados y el propio Abdallah murió. Las Islas Baleares pasaron entonces a ser posesión almohade, permaneciendo en sus manos hasta su conquista por Jaime I de Aragón en 1229.